# ビアロ＝チェルボネ・イスクリー
ビアロ=チェルボネ・イスクリー（ポーランド語: Biało-Czerwone Iskry）は、かつて活動していたポーランド空軍の公式デモンストレーションチームである。チーム名の和訳は「白赤の閃光」。本記事では元となった別名チーム時代も併せて記述する。

## 概要
1969年2月16日、ラドム航空基地の第60教育航空連隊内でポーランド最初のディスプレイチーム"Rombik"が、TS-11練習機4機により編成された。チームはいくつかの展示飛行を2機のソロで実施した。チームは1971年8月17日、デンブリン航空基地で開催されたPolish Air Force Dayで初の公式展示飛行を実施した。チームは1981年に一旦は廃止されたが、1984年春に再編成され、1985年7月5日にポズナンの第31航空基地で展示飛行を行い再デビューを果たした。
1989年、チームは"Iskly"に名を改められ、編成もフォーメーション6機+ソロ1機に変更した。1991年、機体の塗装をそれまでの作戦機としての塗装からポーランドのナショナルカラーであり、国旗と同じ配色の白と赤に改められた。この塗装は細部の変更はあったものの、2016年現在も同じ塗装が用いられている。以後、チームはポーランド国内だけではなく、ヨーロッパ各地で開催される航空ショーに出場した。
1995年、チームの編成をフォーメーション9機+ソロ1機に変更した。1998年、チームの編成をフォーメーション8機+ソロ2機に変更した。同年11月11日、ワルシャワ航空ショーで悪天候の中を演技中に5番機が事故で墜落し、操縦士2名が死亡した。この事故後、チームは約2年間活動を休止した。
2000年6月17日、チームは第1飛行訓練センターへ配置換えとなり、デンブリン航空基地へ移動した。またチーム名を"Biało-Czerwone Iskry"に改めるとともに、チームの編成をフォーメーション7機+ソロ1機に変更した。2007年9月1日、ラドム航空ショーで演技中に2機が空中で接触して2機とも墜落し、操縦士2名が死亡した。
2021年シーズンの終了後、翌年に控えたTS-11の退役に合わせてチームは活動を終了した。2022年7月27日、ポーランド空軍に残っていたすべてのTS-11は、運航を停止した。現在（2023年4月時点）は、チームの元メンバーが作成したTS-11の3Dモデルを使用してバーチャル航空ショーを定期的に開催している。
チームが使用するスモークは、機体の塗装と同じでポーランドのナショナルカラーでもある白と赤のみである。チームはその演技と塗装で、ポーランド国外からも高い評価を受けていた。
ポーランド空軍には操縦教官が練習機（PZL-130）で展示飛行を行うオルリク・エアロバティックチームも編成されている。

## 画像集

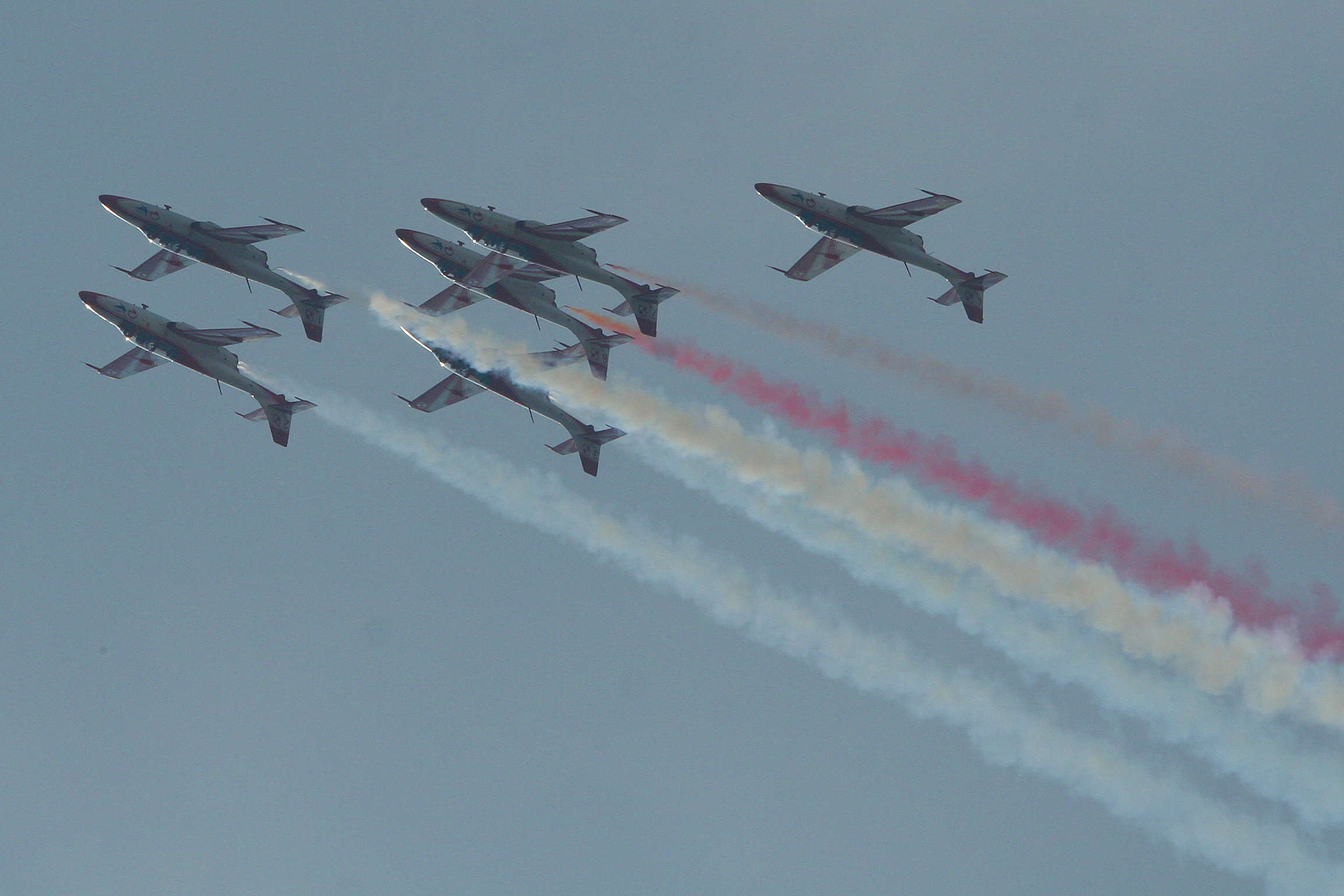
2012年8月、ロシア空軍創設100周年記念式典で演技を行うビアロ=チェルボネ・イスクリー。
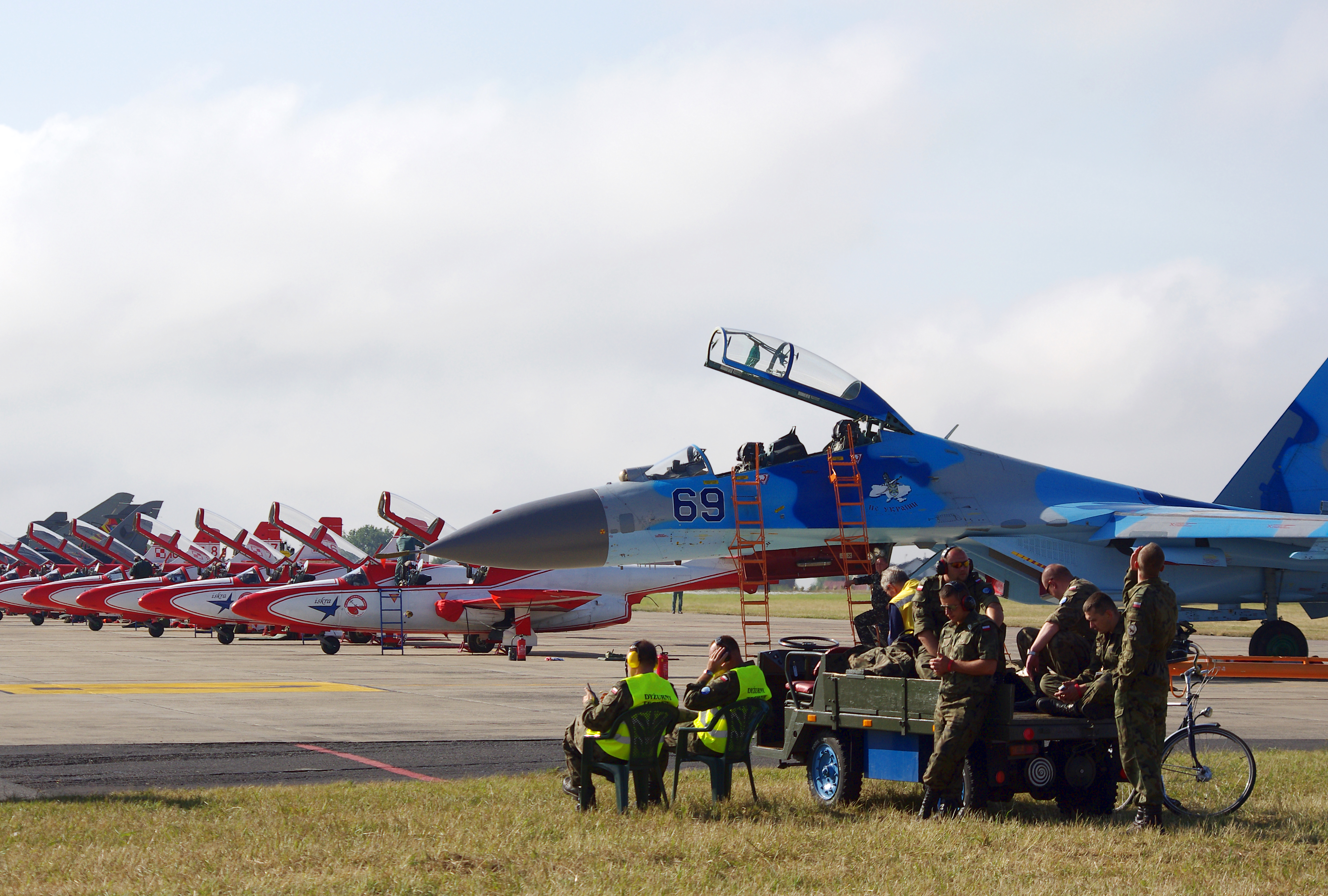
2013年8月、ラドム航空ショー会場でのビアロ=チェルボネ・イスクリー。
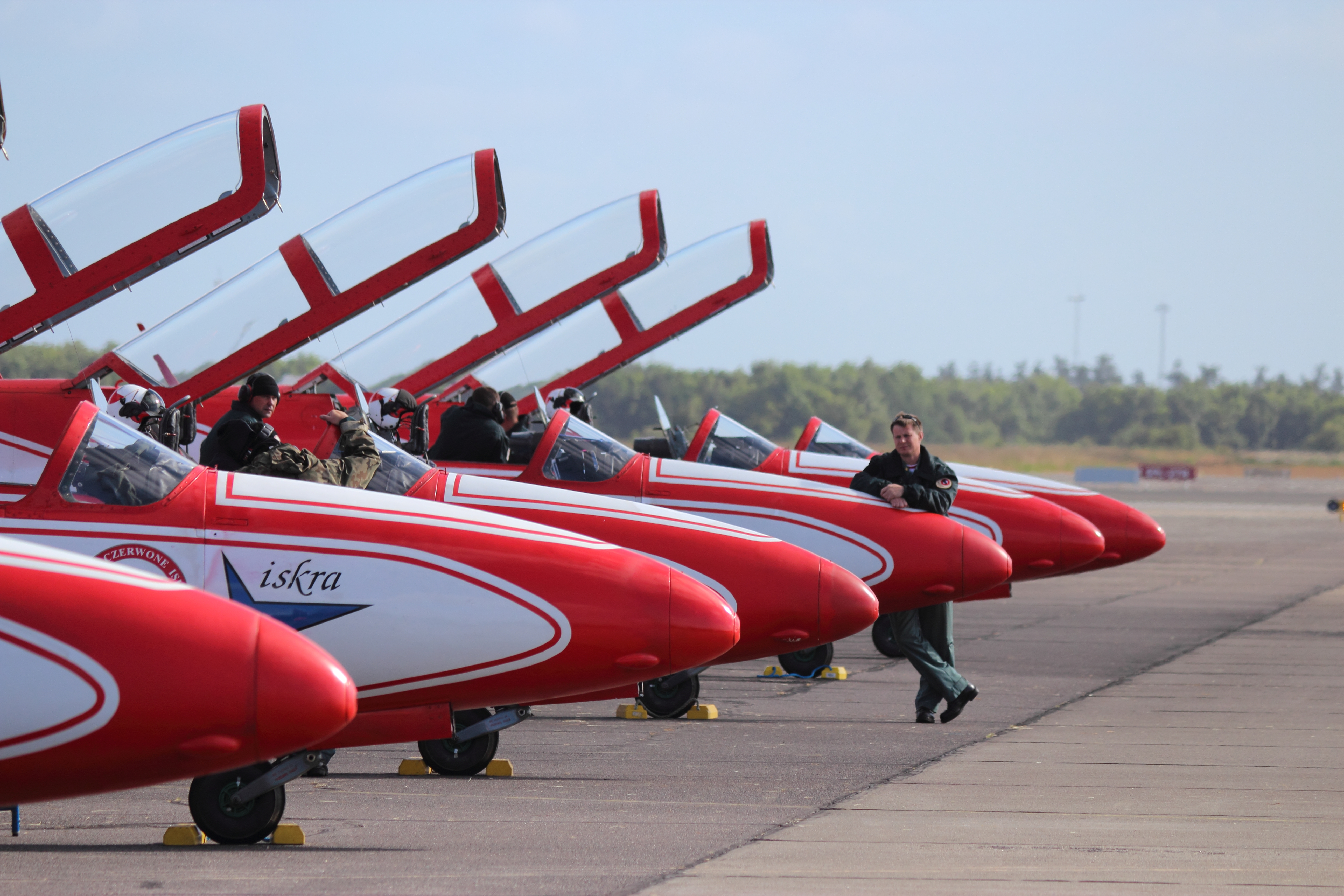
2014年6月、デンマーク航空ショー会場でのビアロ=チェルボネ・イスクリー。
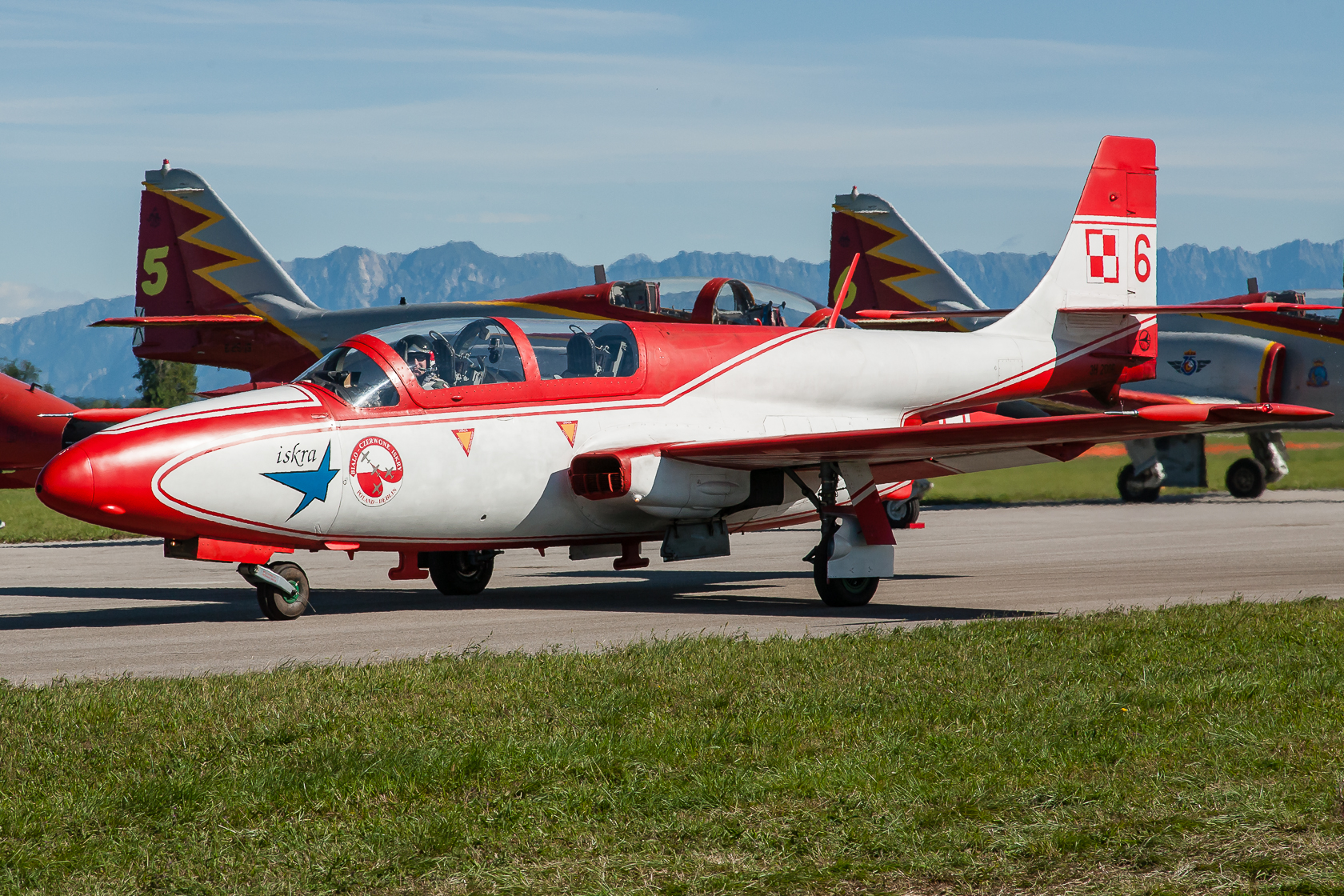
2015年9月、リボルト航空ショー会場のビアロ=チェルボネ・イスクリー6番機。後方はスペインのチーム パトルーラ・アギラの列線。
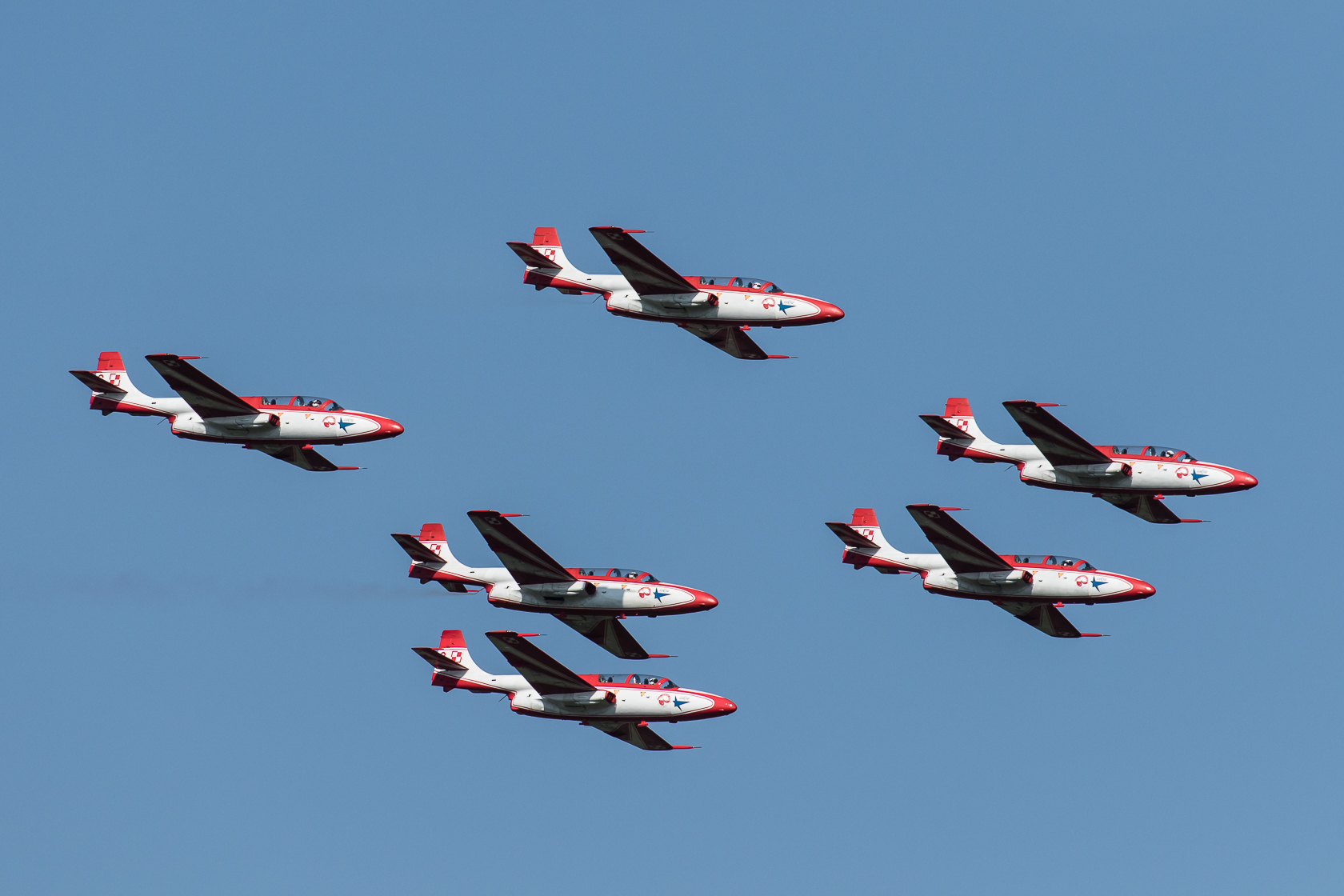
2015年9月、リボルト航空ショーの会場上空を飛行するビアロ=チェルボネ・イスクリー。